# Eriosemopsis subanisophylla
Eriosemopsis es un género monotípico de plantas con flores perteneciente a la familia de las rubiáceas. Incluye una sola especie: Eriosemopsis subanisophylla originaria de KwaZulu-Natal en Sudáfrica.

## Descripción
Es un arbusto perennifolio enano que alcanza un tamaño de  0.4 - 0.6 m de altura. Se encuentra a una altitud de 300 metros en Sudáfrica.

## Taxonomía
Eriosemopsis subanisophylla fue descrita por Frans Hubert Edouard Arthur Walter Robyns y publicado en Bull. Jard. Bot. État 11: 38 1928.
Etimología
Eriosemopsis: nombre genérico compuesto que significa "similar al género "Eriosema".